# Coddia rudis
Coddia rudis är en måreväxtart som först beskrevs av Ernst Meyer och William Henry Harvey, och fick sitt nu gällande namn av Bernard Verdcourt. Coddia rudis ingår i släktet Coddia och familjen måreväxter. Inga underarter finns listade i Catalogue of Life.